# Рајт Флајер III
Рајт Флајер III (енгл. Wright Flyer III; такође познат и као Флајер III) био је трећи авион који су конструисала браћа Рајт. Авион је направљен током зиме 1904−05. и Орвил Рајт је са њим направио први лет 23. јуна 1905. године. Флајер III је имао конструкцију од смрче, са крилом 1-у-20 као што је коришћено 1903. године, уместо мање ефикасног 1-у-25 коришћеног 1904. године. Нови авион је био опремљен мотором и другим хардвером из старог Флајера II и након великих модификација постигао је много боље перформансе од оба своја претходника.

## Дизајн и развој
Флајер из 1905. је постао јачи, издржљивији и авион са дужим репом за бољу стабилност у смеру и контроли. Мотор са већим цилиндарским отвором пружао је више снаге, док су ефикаснија предња ивица и ефикасни пропелери побољшали перформансе. Лопатице пропелера су биле шире и тање, док је према Харију Комбсу, „... додавање лопатица уназад, прецизно прорачунато да се избегну притисци лета и да се лопатице не изобличе.” Друге модификације су укључивале вертикалне, а не хоризонталне цилиндре за његов мотор од 35 коњских снага.
Како је првобитно направљен, Флајер III је изгледао готово исто као и његови претходници, и нудио је подједнако маргиналне перформансе. Орвил Рајт је претрпео лакше повреде у озбиљном судару авиона 14. јула 1905. године. Приликом обнове авиона, браћа Рајт су направила важне промене у дизајну које су решиле проблеме стабилности ранијих модела. Скоро су удвостручили величину елеватора и крмила и померили их за отприлике двоструку удаљеност од крила. Додали су две фиксне вертикалне лопатице у облику полумесеца (назване „жмигавци”) између елеватора (који су касније уклоњени) и прошириле стајни трап који је помогао тако што је крилима дао врло благи диедар.
Искључили су задње крмило обновљеног Флајера III од контроле савијања крила и, као у већини будућих авиона, поставили га на засебну управљачку ручку. Такође су инсталирали већи резервоар за гориво и монтирали два хладњака на предње и задње носаче за додатну расхладну течност до мотора за предвиђене дуготрајне летове.
Када је у септембру настављено тестирање Флајера III, побољшање је било очигледно. Нестабилност терена која је ометала претходна два Флајера стављена је под контролу. До судара, од којих су неки били озбиљни, више није долазило. Летови са редизајнираним авионом почели су да трају више од 20 минута. Флајер III је постао практичан и поуздан, поуздано је летео у значајном трајању и безбедно вратио свог пилота на почетну тачку и слетео без оштећења.
Дана 5. октобра 1905. године, Вилбур је направио кружни лет од 38,9 километара за 39 минута и 23 секунде, изнад Хафман Прерије, дуже од укупног трајања свих летова 1903. и 1904. године. Дана 19. октобра 1905. године, браћа Рајт су у трећем писму Ратном министарству САД написала: „Предлажемо продају резултата експеримената завршених о нашем трошку.”

### Летови на Кил Девил Хилсу
Како њихово знање не би пало у руке конкуренције, браћа Рајт су престала да лете, а авион су демонтирали 7. новембра 1905. године.
Вратили су се у Кити Хок у мају 1908. ради летачког тестирања свог модификованог Флајера из 1905. године, који су опремили усправним ручним командама и седиштима за пилота и путника. Сигнални корпус је од њих захтевао да произведу авион „способан да носи два човека и довољне залихе горива за лет од 125 миља, са брзином од најмање 40 миља на сат”. Они су почели да лете 6. маја, први пут су им сведочили дописници 11. маја, а првог путника су превезли 14. маја.
Дана 14. маја 1908. године, Вилбур је превезао механичара Чарлса Фарнаса, прешавши 600 метара за 29 секунди, што га је учинило првим путником у авиону. Истог дана, Орвил је такође летео са Фарнасом, овај пут прелетевши 648 метара за 4 минута и 2 секунде. Орвилов лет с Фарнасом видели су новинари који су се скривали међу пешчаним динама; погрешно су мислили да Вилбур и Орвил лете заједно. Он је био један од ретких људи који је летео са обојицом браће Рајт (њихова сестра Катарина је друга).
Касније тог дана, Вилбур је самостално летео када је погрешно померио једну од нових управљачких ручица и ударио у песак, током чега задобио модрице. Предњи елеватор Флајера је страдао, а пробни летови су завршени. Због рокова за предстојеће јавне демонстрационе летове у Француској и Вирџинији, браћа Рајт нису поправила авион, који више никада није полетео.

## Преживели делови
Рајт Флајер III је остављен у оштећеном стању у хангару у Северној Каролини. Године 1911, Беркширски музеј у Питсфилду, Масачусетс, набавио је већину компоненти из напуштеног Флајера и из једрилице браће Рајт из 1911. године, али их никада није саставио нити изложио. Делови авиона из 1905. остали су у Масачусетсу скоро четрдесет година, све док Орвил није затражио њихов повратак 1946. ради рестаурације Флајера као централне изложбе у парку Карилон, коју је организовао Едвард Дидс у Дејтону, Охајо.
Неки становници Кити Хока такође су поседовали комаде авиона из 1905. године. Дидс и Орвил су такође добили многе од њих потребне за рестаурацију. Крајем процеса рестаурације 1947–1950, радници су процениле да је авион из 1905. задржао између 60 и 85% свог оригиналног материјала. Авион из 1905. године сада је изложен у Ваздухопловном центру браће Рајт у историјском парку Карилон. Авион је део Националног историјског парка Дејтонске авијацијске баштине. Обновљени Рајт Флајер III из 1905. године једини је авион са фиксним крилима који је проглашен националном историјском знаменитошћу.

### Пронађени артефакт
Историјски недостајући комад Флајера III, за који се сматрало да је део оригиналног Рајт Флајера, откривен је 2010. у рукама Палмера Вуда, коме је ујак Томас дао тај комад шездесетих година 20. века. Вуд је однео комад Брајану Колину, колекционару авиона, који га је, не знајући шта је то комад, однео Питеру Џакабу из Смитсоновског института.
Недостајући део је покретач, који повезује моментни ланац или руку (браћа Рајт су још 1905. користила карику ланца) са предњим елеватором. Током 1940-их, Орвил је скупио све залутале комаде Флајера који нису били у Масачусетсу од мештана Кити Хока који су, као деца, упали у хангар браће Рајт 1908. године, како би узели сувенире. Део покретача, који се највероватније одломио у судару Вилбура са пешчаном дином 14. маја 1908. године, некако је избегао Орвилове напоре у прикупљању, па је замењен чврстим или прирубљеним комадом, који су браћа Рајт почели да користе тек 1908. године.
Према Питеру Џакабу, ободни комад није тачан за конфигурацију Флајера III из 1905. године. Браћа Рајт су 1905. користили дрвени склоп спојен малим равним плочама и вијцима. Чврсти равни комад који се сада налази на Флајеру замењен је у рестаурацији 1947–1950. за нестали покретач.

## Спецификације

### Опште карактеристике
- Посада: 1
- Дужина: 8,54 m
- Распон крила: 12,29 m
- Висина: 2,44 m
- Површина крила: 46,8 m²
- Бруто маса: 323 kg
- Максимална маса при полетању: 323 kg

### Перформансе
- Максимална брзина: 56 km/h
- Домет: 40 km
- Плафон лета: 15−30 m
- Оптерећење крила: 7 kg/m²
- Специфична снага: 0,05 kW/kg